# Col de Montgenèvre
Le col de Montgenèvre est un col des Alpes françaises situé à 1 850 m, à 2,5 km de la frontière italienne, reliant Briançon (vallée de la Durance) et Cesana Torinese (vallée de la Doire Ripaire) en Italie.
Situé entre le massif des Cerces (chaînon du mont Chaberton) et le massif du Queyras, ce col porte le même nom que le village proche de Montgenèvre.

## Géographie
C'est le plus bas col frontière entre le col du Brenner (1 370 m) et le col de Tende (1 873 m), raison pour laquelle il constituait un axe majeur de communication entre la France et l'Italie jusqu'à la mise en service du tunnel du Mont-Blanc.
Il se présente sous la forme d'une auge glaciaire de vaste dimension (5 km de longueur) suspendue au-dessus de la vallée de Briançon côté français et de la plaine du Pô, côté italien.
Un obélisque Napoléon est dressé au bout du village de Montgenèvre, qui constituait la limite de la France et de l'Italie jusqu'en 1947.

## Histoire

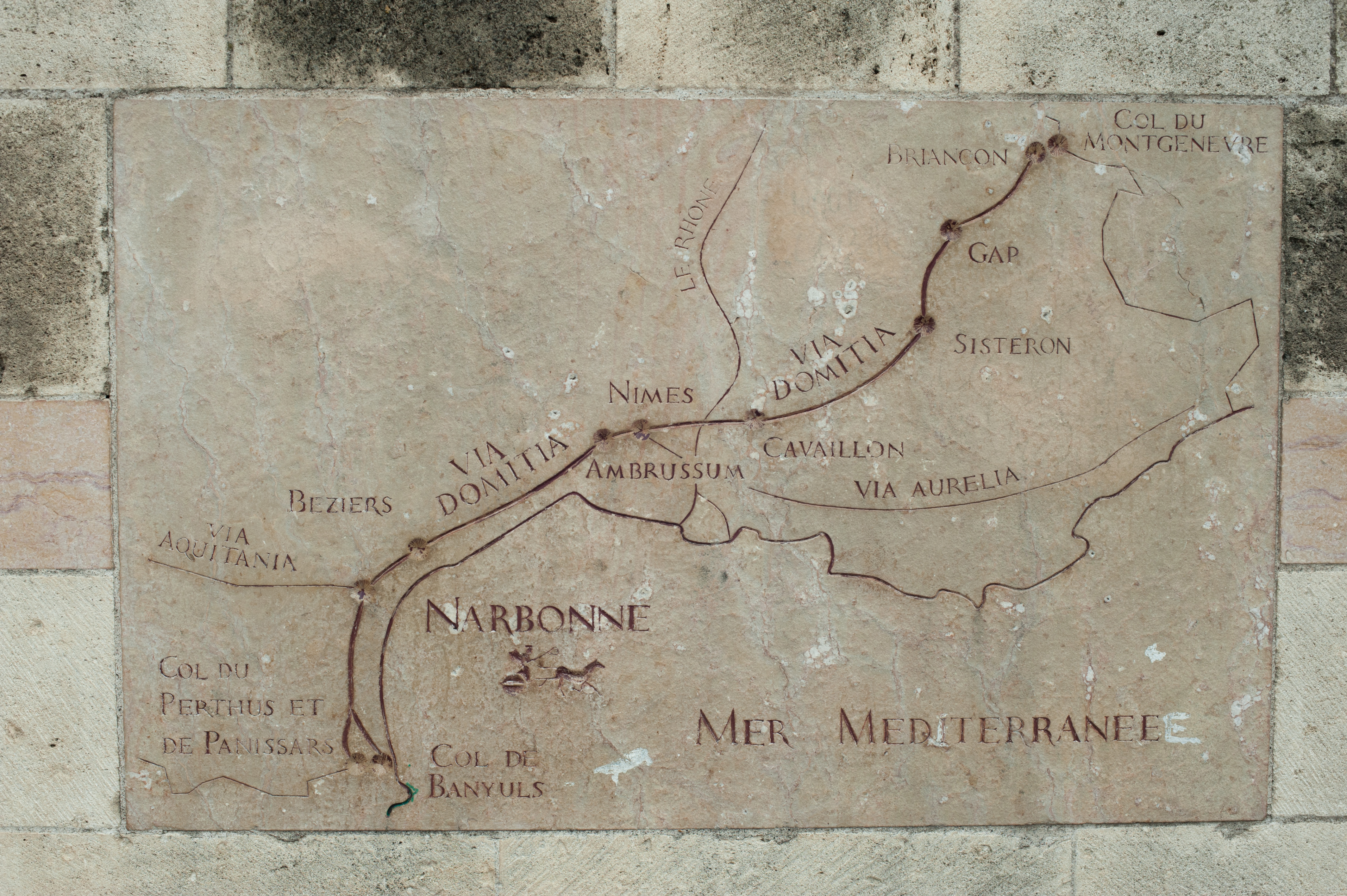
Le tracé antique de la Via Domitia, sur une plaque moderne placée à Narbonne, également sur le tracé de cette voie romaine.

Le col de Montgenèvre fait partie des hypothèses concernant le lieu de franchissement des Alpes par Hannibal.
Après la conquête de la Gaule narbonnaise (121 av. J.-C.), le col de Montgenèvre est franchi par une voie reliant Plaisance à Nîmes (via Placentia-Nemausus per Cotti Regnum), aménagée vers 3-2 av. J.-C. par Marcus Julius Cottius, fils de Donnus, roi de Suse, qui a reçu le commandement de douze cités dites « cottiennes » par l'empereur Auguste avec qui il était allié lors de la conquête des Alpes du Sud par Rome.
C'est le col le plus commode entre la vallée du Pô et la vallée de la Durance. Sur une borne datant probablement du règne de Trajan, elle est nommée via ex Italia per Alpem Cottiam in provinciam Narbonensem (voie depuis l'Italie par les Alpes Cottiennes vers la province de Narbonnaise). À Briançon, dans la vallée de la Durance, une voie part vers Grenoble par le col du Lautaret et la vallée de la Romanche (et au-delà vers Vienne et Lyon, capitale des Trois Gaules). La voie principale suit la vallée de la Durance vers l'aval et rejoint au niveau de Beaucaire la voie Domitienne, construite à l'ouest du Rhône vers l'Espagne par Cnaeus Domitius Ahenobarbus en 121 av. J.-C.
En 333, l'anonyme de Bordeaux passe au col et note le nom de Matrona. Un bâtiment peut accueillir les voyageurs. Il a été mis en évidence, en 2010, lors d'une opération d’archéologie préventive. Il comporte une cour à portique comme les bâtiments d’accueil des cols du Petit et du Grand-Saint-Bernard.
Au Moyen Âge, une branche française de la via Francigena, chemin de pèlerinage vers Rome, passe par ce col et rejoint le chemin principal à Santhià en Italie.
Lors du séjour des papes à Avignon de 1309 à 1418, le col connaît une grande fréquentation.
Le col de Montgenèvre est un passage de la route la plus empruntée par les armées françaises lors des guerres d'Italie entre 1497 et 1559 pour atteindre la plaine du Pô.
Aux XVIIe et XVIIIe siècles, le col de Montgenèvre subit une désaffection en raison des guerres européennes.
Sous le Premier empire français, Napoléon Ier fait construire une nouvelle route au Montgenèvre pour faciliter les communications entre ses possessions françaises et italiennes. Le 12 avril 1804, l'obélisque Napoléon, élevé à la gloire de Napoléon, est inauguré pour célébrer la fin de la construction de la route. Détruit en 1835 par les Piémontais, il est reconstruit sous les ordres de l'architecte Joseph Andreoli.
Aux XIXe et XXe siècles, la route du Montgenèvre connaît un grand essor grâce au tourisme et à l'automobile jusqu'à la mise en service du tunnel du Mont-Blanc en 1965.
Le 16 septembre 1947, à la suite de la signature du traité de Paris, la frontière franco-italienne du col de Montgenèvre est déplacée à l'est du col à Clavières.
Depuis les années 1990, ces itinéraires ont fait l'objet d'une valorisation patrimoniale qui leur ont valu la qualification de « voie internationale » et qui a étendu à l'ensemble son parcours en France le nom de « voie Domitienne ». Cette appellation a été généralisée par les offices de tourisme des communes traversées. Summae Alpes est mentionné sur la table de Peutinger.
En 1993, avec la création de l'espace Schengen, les contrôles frontaliers disparaissent, même si les postes de douanes subsistent encore aux portes du village de Clavières.

## Cyclisme

### Tour de France
Le col de Montgenèvre a été franchi à onze reprises par le Tour de France. Il a été classé alternativement 1re, 2e ou 3e catégorie. En 1976, l'arrivée de l'étape s'est jugée au col. En 1996, le peloton a gravi le col à deux reprises, à un jour d'intervalle, par le versant français puis par le versant italien. Voici les coureurs qui ont franchi les premiers le col :
| Année | No étape | Étape                              | Catégorie | Coureur en tête au sommet |
| ----- | -------- | ---------------------------------- | --------- | ------------------------- |
| 1949  | 17e      | Briançon - Aoste                   | 3e        | Gino Bartali              |
| 1952  | 14e      | Le Bourg-d'Oisans - Sestrières     | 3e        | Fausto Coppi              |
| 1956  | 17e      | Gap - Turin                        | 2e        | Valentin Huot             |
| 1966  | 17e      | Briançon - Turin                   | 2e        | Julio Jiménez             |
| 1976  | 10e      | Bourg-d'Oisans - Montgenèvre       | 1re       | Joop Zoetemelk            |
| 1992  | 14e      | Sestrières - L'Alpe d'Huez         | 2e        | Richard Virenque          |
| 1996  | 9e       | Le Monêtier-les-Bains - Sestrières | 2e        | Bjarne Riis               |
| 1996  | 10e      | Turin - Gap                        | 1re       | Richard Virenque          |
| 1999  | 9e       | Le Grand-Bornand - Sestrières      | 2e        | Richard Virenque          |
| 2011  | 17e      | Gap - Pinerolo                     | 2e        | Sylvain Chavanel          |
| 2024  | 4e       | Pinerolo - Valloire                | 2e        | Stephen Williams          |

### Tour d'Italie
La première ascension du col de Montgenèvre par un Grand Tour a été effectuée lors du Tour d'Italie 1949. Sur cette exigeante étape alpine, après le départ de Coni, il fallait franchir les cols de Larche, de Vars, d'Izoard, de Montgenèvre et la montée vers Sestrières avant d'atteindre l'arrivée après 254 kilomètres à Pignerol. Fausto Coppi s'échappe au premier col et franchit l'arrivée avec plus de 10 minutes d'avance sur Gino Bartali, s'assurant la victoire finale avant la dernière étape du lendemain.
L'étape entre Coni et Pignerol a lieu deux autres fois, en 1964 et 1982, Franco Bitossi et Lucien Van Impe passant respectivement en tête au col.  En 1994, 1995 et 1996, le col est utilisé dans différentes configurations franco-italiennes, toujours abordé par le versant français. Le dernier passage remonte à 2000, le col de Montgenèvre faisant partie du contre-la-montre individuel de 34 kilomètres entre Briançon et Sestrières qui décide de la victoire finale. Alors que le Tchèque Jan Hruška réalise l'ascension avec le meilleur temps et s'assure le classement de la montagne, Stefano Garzelli reprend le maillot rose à Francesco Casagrande lors de l'avant-dernière étape.
En 2020, le col de Montgenèvre devait à nouveau faire partie d'une étape alpine exigeante, qui aurait auparavant inclus les cols Agnel et d'Izoard et se serait terminée à Sestrières. Cependant ce passage fut annulé en raison des nouvelles mesures contre le COVID-19, interdisant le passage en France.
| Année  | No étape | Étape                           | Catégorie | Coureur en tête au sommet |
| ------ | -------- | ------------------------------- | --------- | ------------------------- |
| 1949   | 17e      | Coni - Pignerol                 |           | Fausto Coppi              |
| 1964   | 20e      | Coni - Pignerol                 |           | Franco Bitossi            |
| 1982   | 21e      | Coni - Pignerol                 | 2e        | Lucien van Impe           |
| 1994   | 21e      | Les Deux-Alpes - Sestrières     | 1re       | Pascal Richard            |
| 1995   | 20e      | Briançon - Gressoney-Saint-Jean | 2e        | Francesco Frattini        |
| 1996   | 15e      | Briançon - Aoste                | 2e        | Mariano Piccoli           |
| 2000 * | 20e      | Briançon - Sestrières           | 1re       | Jan Hruška                |

* Contre-la-montre individuel

### Tour d'Espagne
Le col est au programme de la 4e étape du Tour d'Espagne 2025 prévue le 26 août 2025. Cette étape relie Suse, près de Turin, à Voiron dans le département de l'Isère et franchit ensuite le col du Lautaret.